# レトロン
レトロン(retron)とは逆合成解析に用いられる用語の一つである。
1985年にイライアス・コーリーによって提唱された。
ある化学反応によって合成できる最小の部分構造をレトロンという。
言い換えると、ある化学反応の生成物に共通して現れる最小の構造単位がレトロンである。
例えばアルドール縮合においては、これはα,β-不飽和カルボニル構造である。
逆合成解析においては目的物の構造に含まれるレトロンを発見し、それに対応する化学反応を逆にたどり、より単純な構造を持つ原料に変換する(この変換をトランスフォームという)。
トランスフォームを繰り返して入手容易な原料物質に導くのが最終目的である。
通常、より単純な構造に導くためには炭素-炭素結合形成反応のトランスフォームによって構造を切断していく必要が生じる。
炭素-炭素結合形成反応のトランスフォームを行なうのに必要なレトロンが構造中に見当たらない場合、官能基変換反応のトランスフォームにより必要なレトロンを発生させる。
例えば官能基のないシクロヘキサン環を水素化のトランスフォームによりシクロヘキセン環に導くと、これはディールス・アルダー反応のレトロンとなる。
化学反応の中でも特に反応条件まで決定するようなレトロンは上位のレトロンであるということからスプラレトロン(supraretron)と呼ばれる。
例えばテトラリン環は芳香族でない方の環に着目すればシクロヘキセン環であり、ディールス・アルダー反応のレトロンにあたる。
しかしこのトランスフォームを考えると原料はキノンメチドであり、特殊な発生法が要求される。
このように合成反応の詳細な点まで規定するテトラリン環はスプラレトロンである。
また特に不斉反応について不斉をもたらす反応条件を決定するようなスプラレトロンはキロン(chiron)と呼ばれる。
例えばシャープレス不斉エポキシ化では、用いる酒石酸エステルによって得られるエポキシドのキラリティーが決定される。
よってレトロンであるエポキシドのキラリティーが反応条件を決定するので、これはキロンである。